# Сен-Лу (Алье)
Сен-Лу (фр. Saint-Loup) — коммуна во Франции, находится в регионе Овернь. Департамент коммуны — Алье. Входит в состав кантона Варен-сюр-Алье. Округ коммуны — Виши.
Код INSEE коммуны — 03242.

## Население
Население коммуны на 2008 год составляло 595 человек.
| 1962 | 1968 | 1975 | 1982 | 1990 | 1999 | 2008 |
| ---- | ---- | ---- | ---- | ---- | ---- | ---- |
| 567  | 597  | 578  | 621  | 619  | 585  | 595  |

## Экономика
В 2007 году среди 409 человек в трудоспособном возрасте (15—64 лет) 292 были экономически активными, 117 — неактивными (показатель активности — 71,4 %, в 1999 году было 65,7 %). Из 292 активных работали 269 человек (155 мужчин и 114 женщин), безработных было 23 (10 мужчин и 13 женщин). Среди 117 неактивных 29 человек были учениками или студентами, 48 — пенсионерами, 40 были неактивными по другим причинам.